# Чесноковка (приток Томи)
Чесноковка — река в России, протекает по Кемеровскому району Кемеровской области.
Устье реки находится в 255 км от устья по правому берегу реки Томь, в деревне Верхотомское. Длина реки составляет 25 км. Приток — Кедровка.

## Данные водного реестра
По данным государственного водного реестра России относится к Верхнеобскому бассейновому округу, водохозяйственный участок реки — Томь от города Кемерово и до устья, речной подбассейн реки — Томь. Речной бассейн реки — (Верхняя) Обь до впадения Иртыша.